# Demetrius II Nicator
Demetrius II (ca. 161 - 125 v.Chr.), bijgenaamd Nicator (d.i. Overwinnaar, Grieks Δημήτριος Νικατωρ), was koning van het hellenistische Seleucidenrijk (Syrië), eerst van augustus 145 tot juli/augustus 142 en vervolgens van begin 129 v.Chr. tot aan zijn dood in maart 125 v.Chr.
Demetrius werd in 160 v.Chr. geboren als oudste zoon van Demetrius I Soter en besteeg de troon van zijn vader in 145, na de verdrijving en dood van zijn voorganger, de pretendent Alexander Balas, die nog werd opgevolgd door zijn zoon Antiochus VI Dionysus (145-142) en diens regent Diodotus Tryphon (na 140).
Demetrius werd tijdens een oorlog tegen de Parthen in 141 v.Chr. door Mithridates I de Grote gevangengenomen en verkreeg pas zijn vrijlating in 129 v.Chr., waarna hij opnieuw zijn plaats op de troon innam. In de tussentijd had zijn broer Antiochus VII Euergetes Sidetes het regentschap waargenomen.
Het bewind van Demetrius II is kenmerkend voor de moeilijkheden waarmee de laatste Seleuciden te maken hadden. Hij moest zijn koninkrijk veroveren op een eerste pretendent, verloor vrijwel onmiddellijk een deel ervan aan een tweede, en werd uiteindelijk vermoord na het verlies aan een derde van wat hem nog restte.